# Кипро-саудовские отношения
Кипро-саудовские отношения — двусторонние дипломатические отношения между Кипром и Саудовской Аравией.
Кипр имеет представительства в Саудовской Аравии через его аккредитованное посольство в Эр-Рияде и почетное консульство в Джидде. Саудовская Аравия представлена на Кипре через свое аккредитованное посольство в Никосии. Политические отношения стран сильны из-за сходств между двумя странами по историческим, географическим и экономическим вопросам.

## История
Превосходные отношения между Кипром и Саудовской Аравией, а также необходимость дальнейшего продвижения ближневосточного измерения двух стран были среди вопросов, с помощью которых министр иностранных дел Саудовской Аравии Сауд ибн Фейсал ибн Абдул-Азиз Аль Сауд выразил уважение своей страны к территориальной целостности Кипра и к соответствующим резолюциям ООН во время встречи с его кипрским коллегой Эрато Козаку-Маркулли, который посетил Эр-Рияд в 2012 году.

## Позиция Саудовской Аравии в отношении спора на Кипре
Позиция Саудовской Аравии в отношении кипрского спора остается неизменной и приверженной Уставу ООН. Министр иностранных дел Саудовской Аравии Сауд ибн Фейсал ибн Абдул-Азиз Аль Сауд добавил в 2012 году, что Саудовская Аравия поддерживает единый и федеральный Кипр и выступает против любых попыток отделения или разделения в отношении всех проблем региона.